# St. Sebastian (Burk)

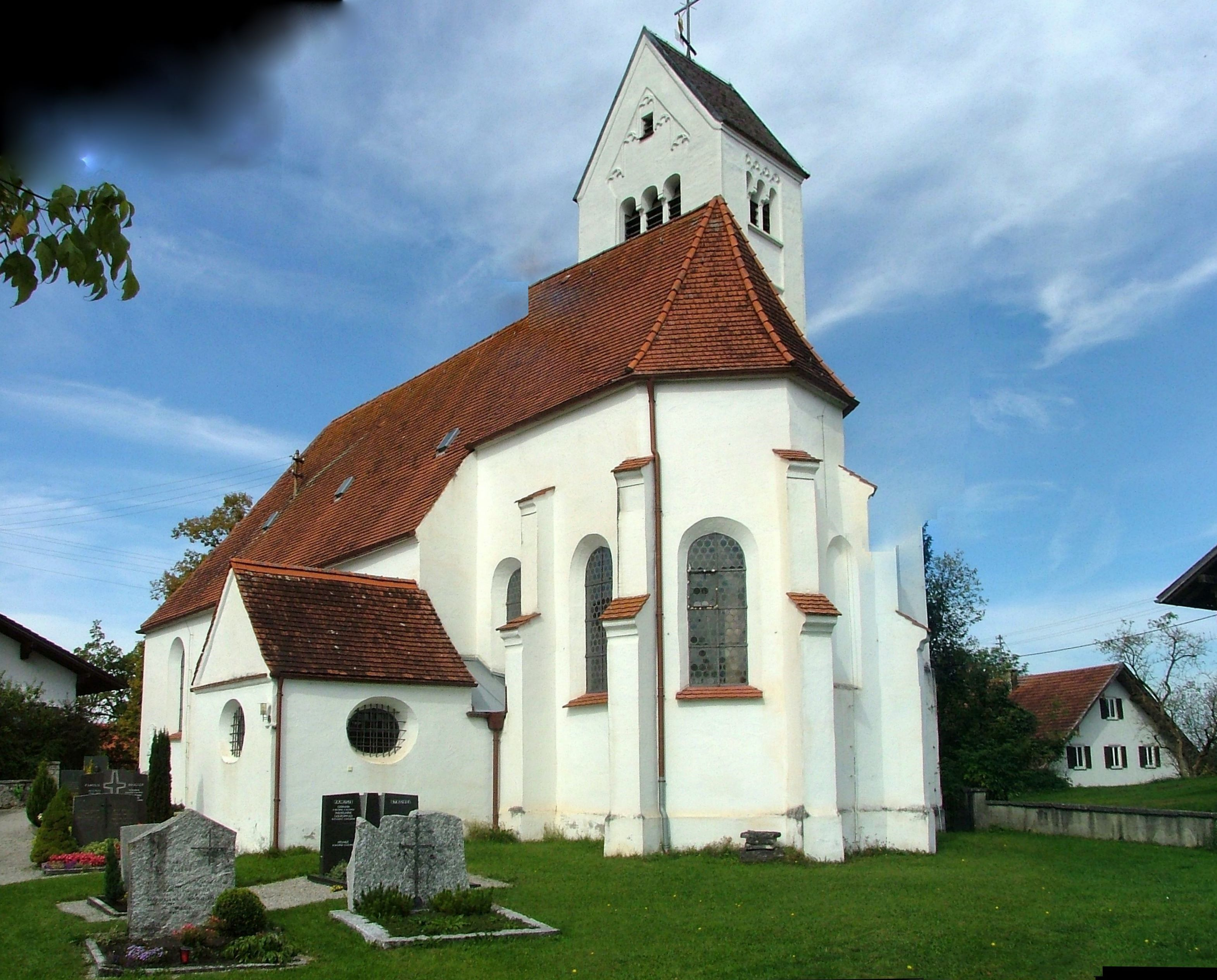
St. Sebastian (Burk)

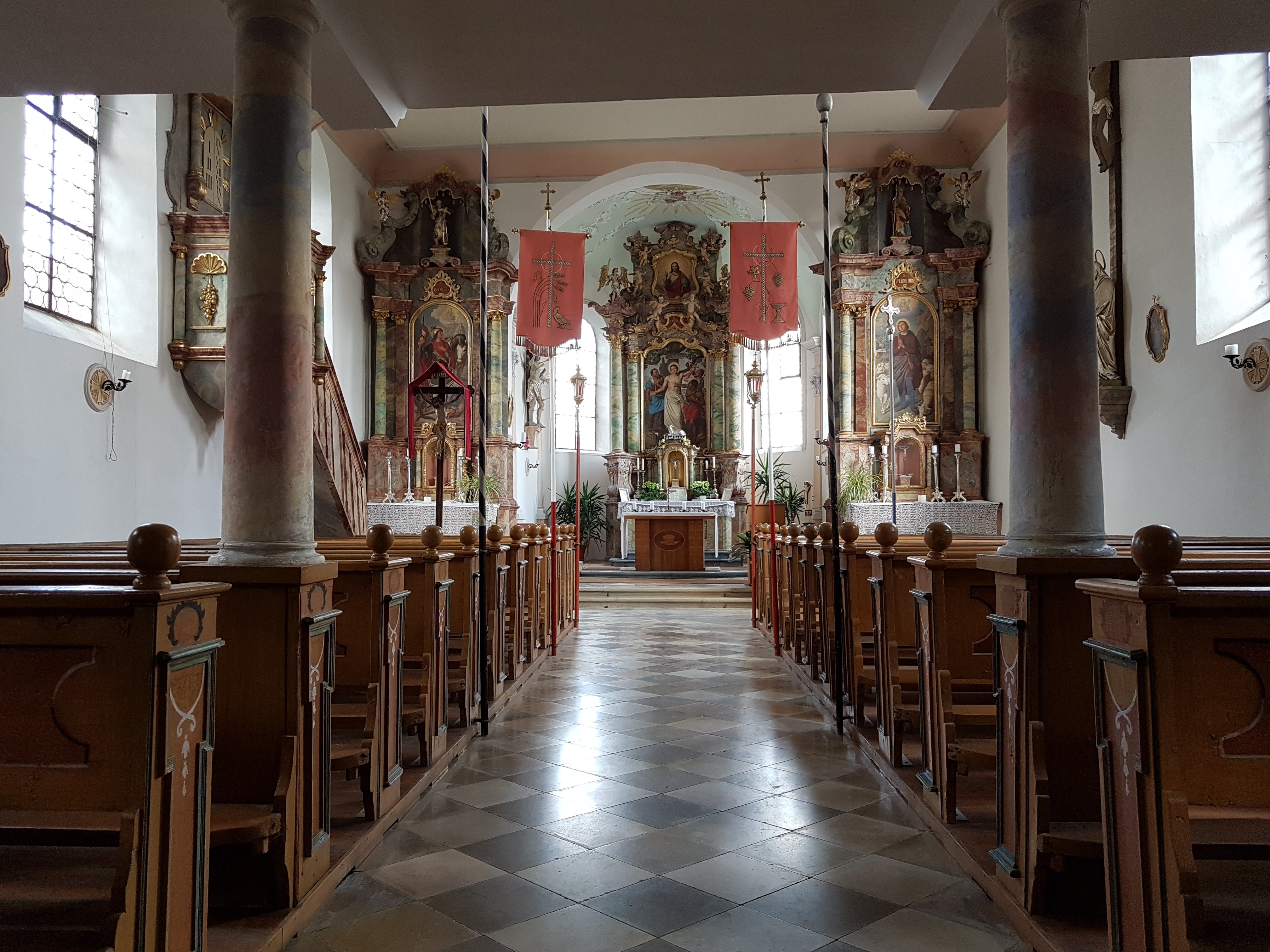
Innenansicht

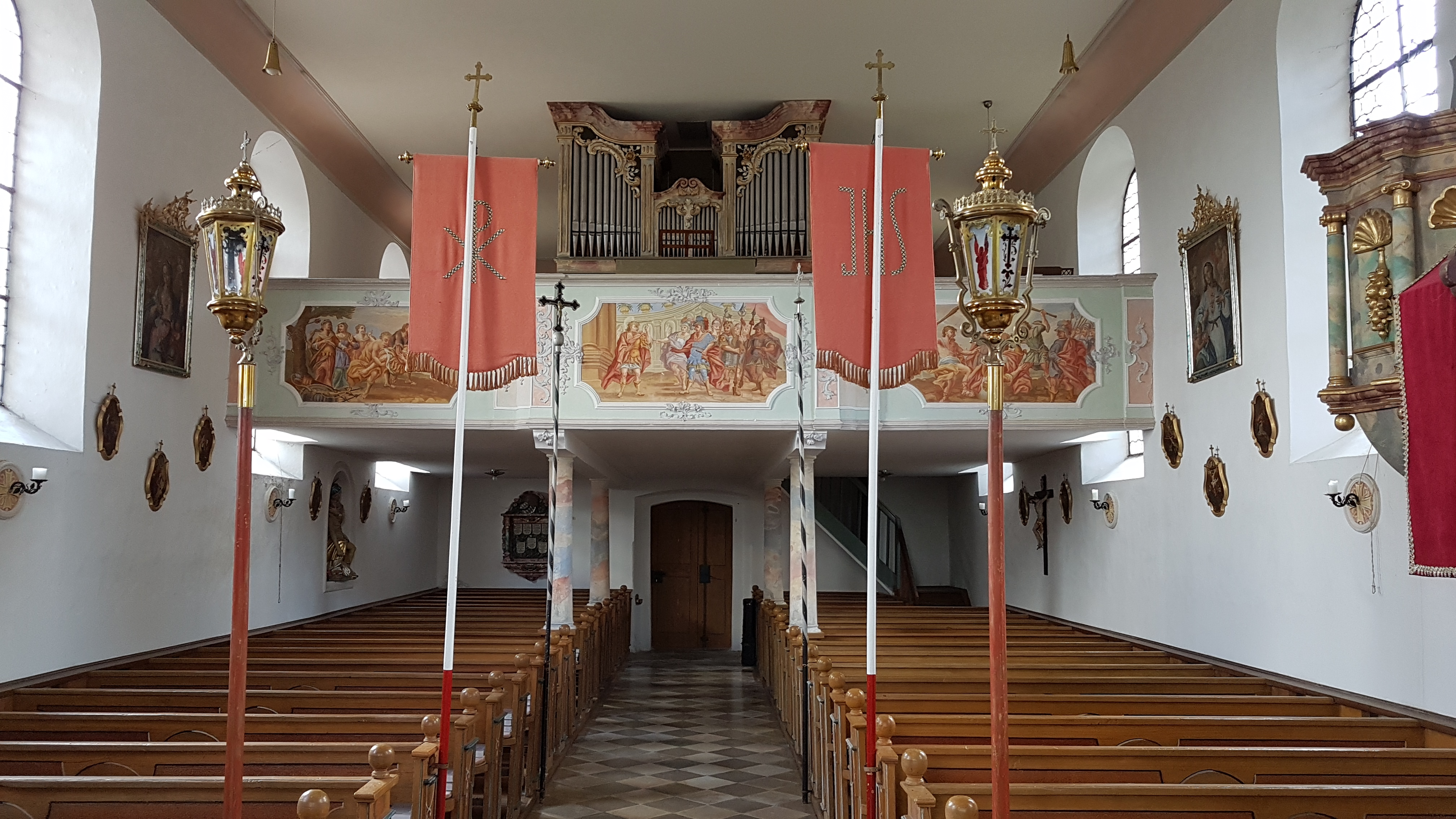
Innenansicht nach Westen

Die römisch-katholische Filialkirche St. Sebastian ist eine spätgotische, barockisierte Saalkirche im Ortsteil Burk von Marktoberdorf im schwäbischen Landkreis Ostallgäu. Sie gehört zur Pfarrei St. Michael Bertoldshofen im Dekanat Marktoberdorf des Bistums Augsburg.

## Geschichte und Architektur
Ritter Heinrich Fraß stiftete 1325 eine Pfarrei zu Burk, die 1444 durch den Augsburger Bischof Peter von Schaumberg der neu errichteten Pfarrei Bertholdshofen zugeteilt wurde.
Die um 1500 erbaute Kirche, die 1508 einen Ablassbrief erhielt, wurde im Jahr 1744 barockisiert und 1835 nach Westen verlängert. Das Bauwerk ist ein flachgedeckter Saalbau mit eingezogenem, dreiseitig geschlossenem Chor, der außen mit Strebepfeilern und innen mit einem Tonnengewölbe mit Stichkappen versehen ist. Im Norden ist ein mit Satteldach gedeckter Turm mit Kleeblattbogenfriesen angebaut, dessen Gliederung des Unterbaus durch einen Zinnenmantel ähnlich wie bei der Martinskirche in Kaufbeuren gestaltet ist. Die Schallöffnungen sind teilweise als Triforien gestaltet. An der Südseite des Schiffes ist die Sakristei angebaut, im Westen eine Vorhalle.
Im Chor sind Laub- und Bandelwerkstuckaturen von 1744 mit frühen Rocailleformen erhalten. Die vermutlich gleichzeitig ausgeführten Fresken werden Johann Heel zugeschrieben. Im Chor ist der heilige Sebastian als Fürbitter über dem Dorf dargestellt. An der Brüstung der 1744 neu errichteten Empore finden sich Darstellungen von Szenen aus dem Leben des Heiligen.

## Ausstattung
Die Altäre sind 1744 durch den Altarkistler Gottlieb Dopfer entstanden und mit Gemälden von Andreas Mayr aus dem Jahr 1868 ausgestattet. Im Hauptaltar ist der heilige Sebastian, im Altarauszug der Salvator mundi dargestellt. Der linke Seitenaltar zeigt den heiligen Georg, der rechte den heiligen Wendelin. Die Putten des Hauptaltars wurden 1744 von Ignaz Hillenbrand aus Türkheim geschaffen. Im Auszug des rechten Seitenaltars wurde eine Figur des heiligen Valentin aus der Zeit um 1500 wiederverwendet. Im Auszug des linken Seitenaltars ist Erzengel Michael als Seelenwäger dargestellt. 
Die Kanzel ist ein Werk des frühen 18. Jahrhunderts. Zwei Gemälde, vermutlich aus Augsburg aus der Zeit um 1760/1770, zeigen Darstellungen des Herz Mariä (rechts) und des Herz Jesu (links). Unterhalb dieser sind jeweils drei kleine Kreuzwegbilder in Rocailleform und -rahmen angebracht. Eine Figur des heiligen Sebastian wurde 1744 von Hillenbrand geschaffen. Eine Pietà des späten 17. Jahrhunderts in einer Nische unter der Empore wird Johann Ludwig Ertinger zugeschrieben. Die Orgel hat einen Prospekt in spätbarocken Formen. Das Kruzifix gegenüber der Kanzel stammt aus dem 17. Jahrhundert, die Mater Dolorosa ist eine Ergänzung aus dem späten 19. Jahrhundert. 

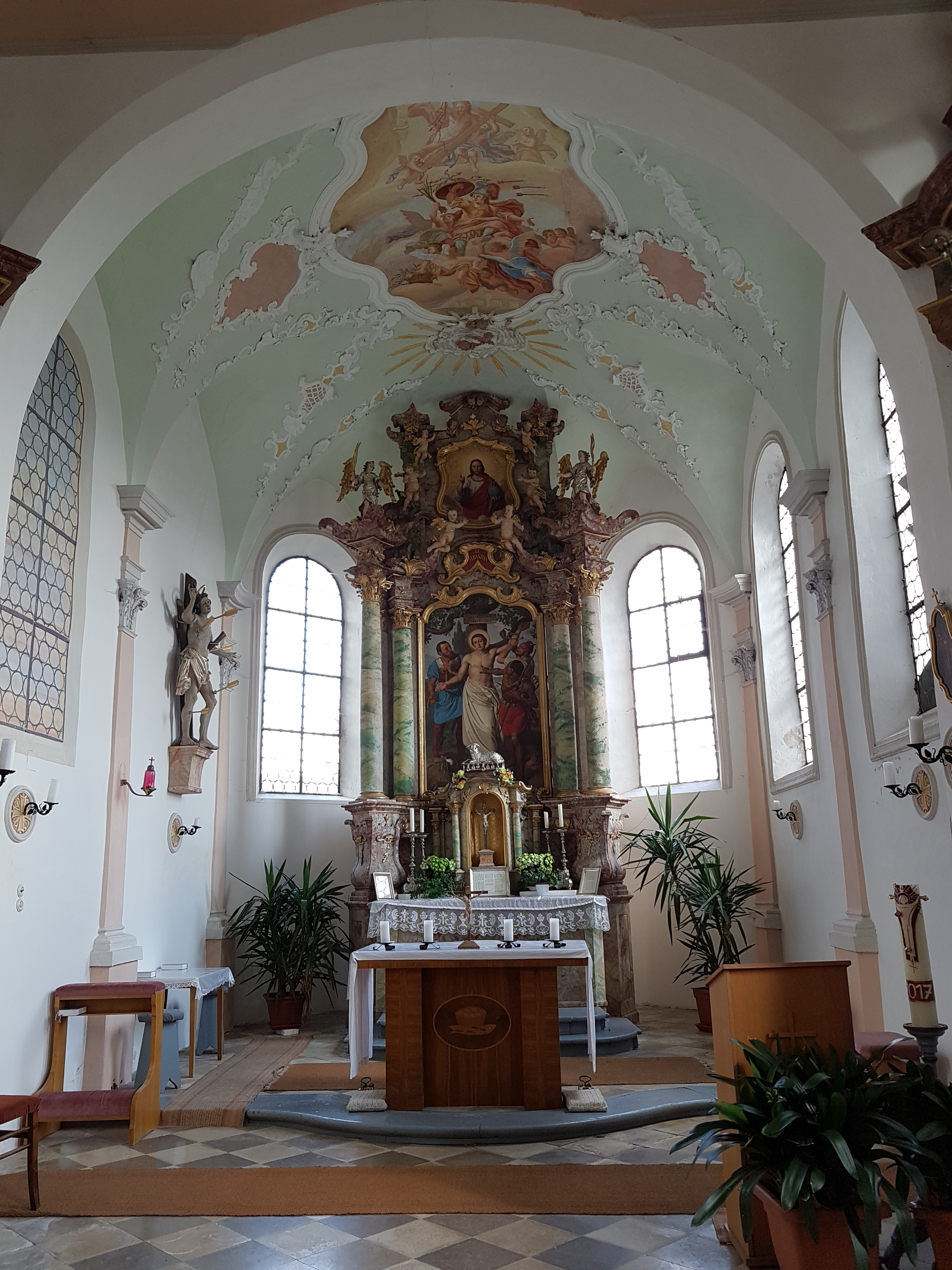
Chor
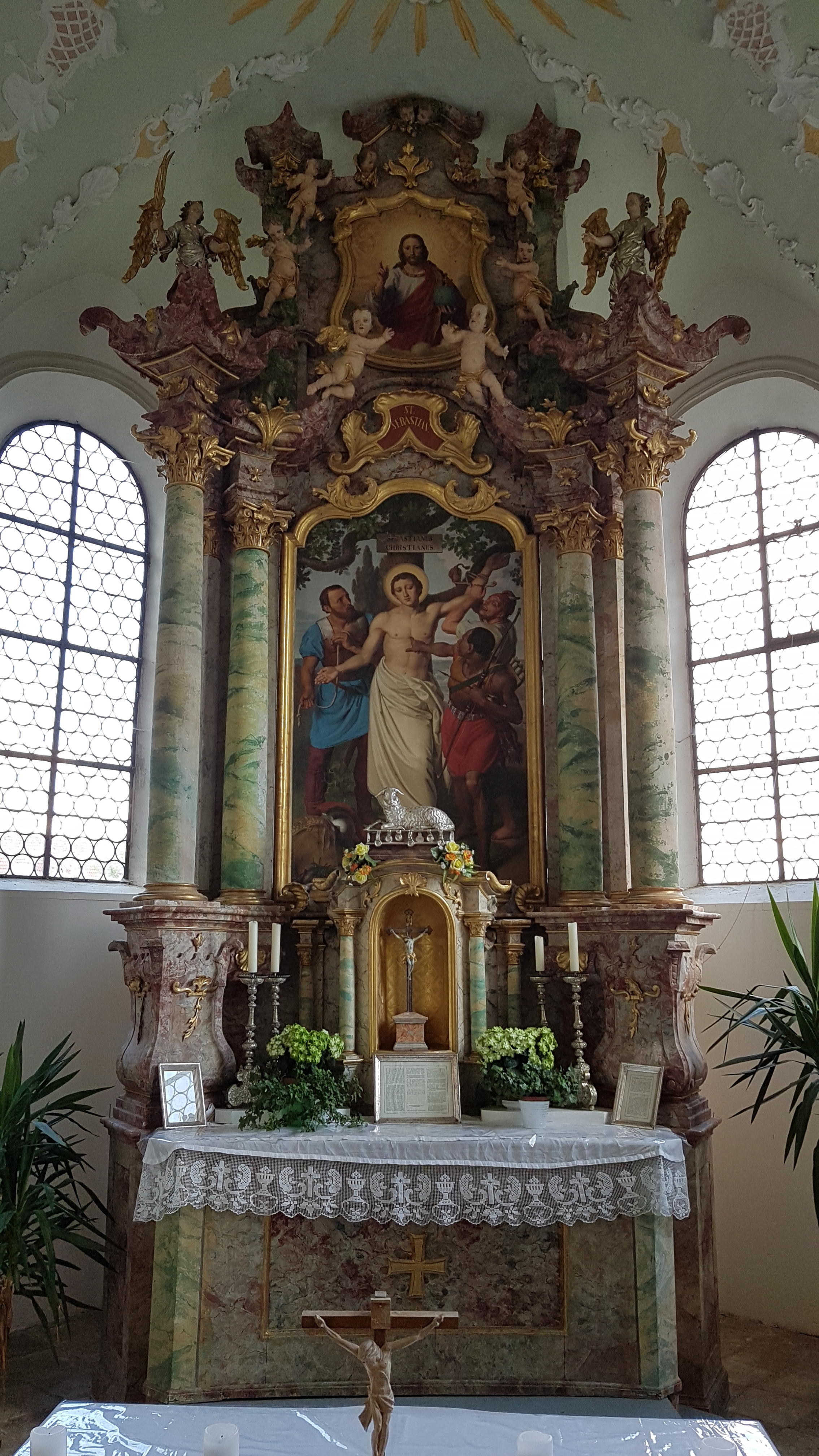
Hauptaltar
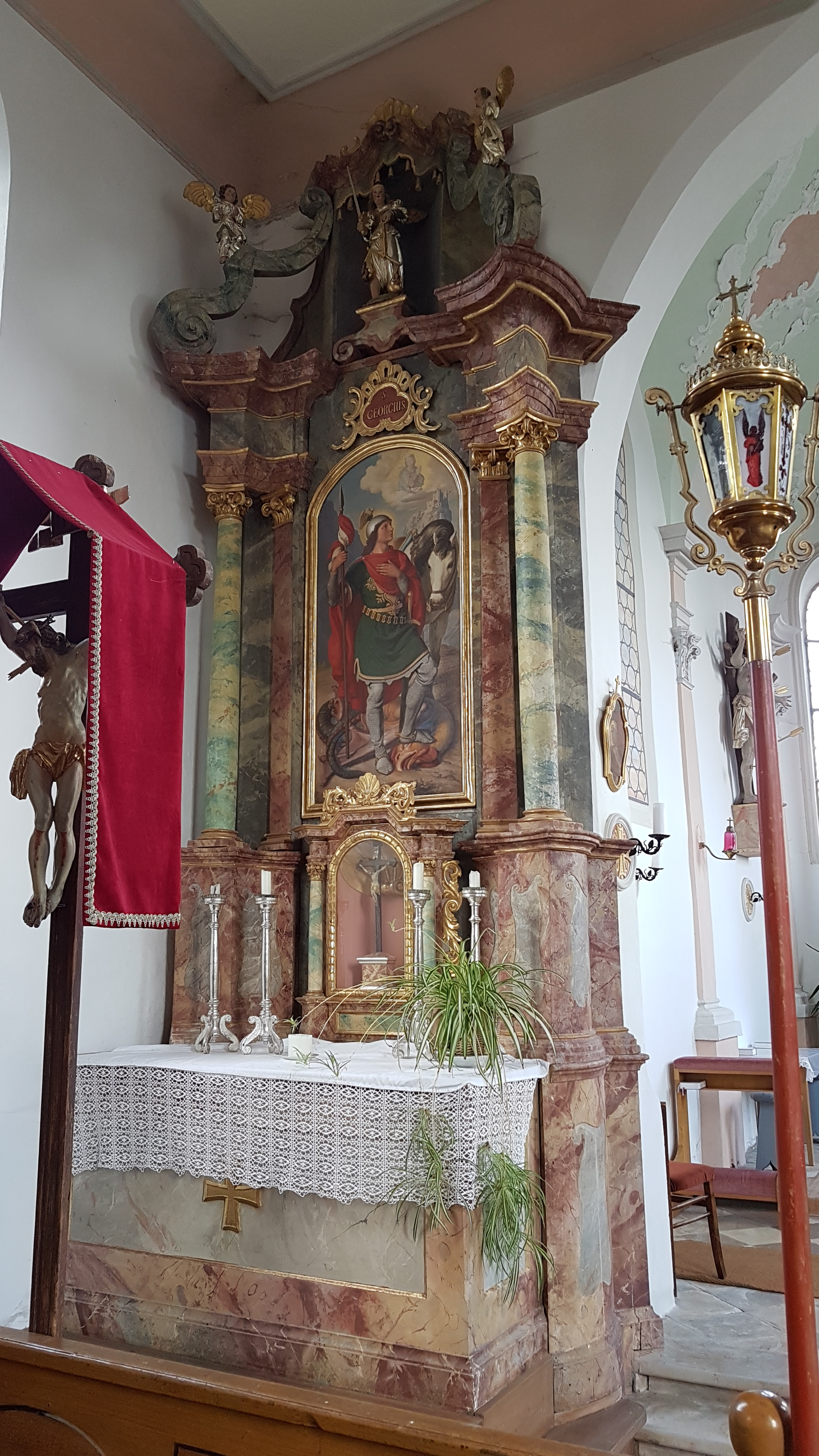
Linker Seitenaltar
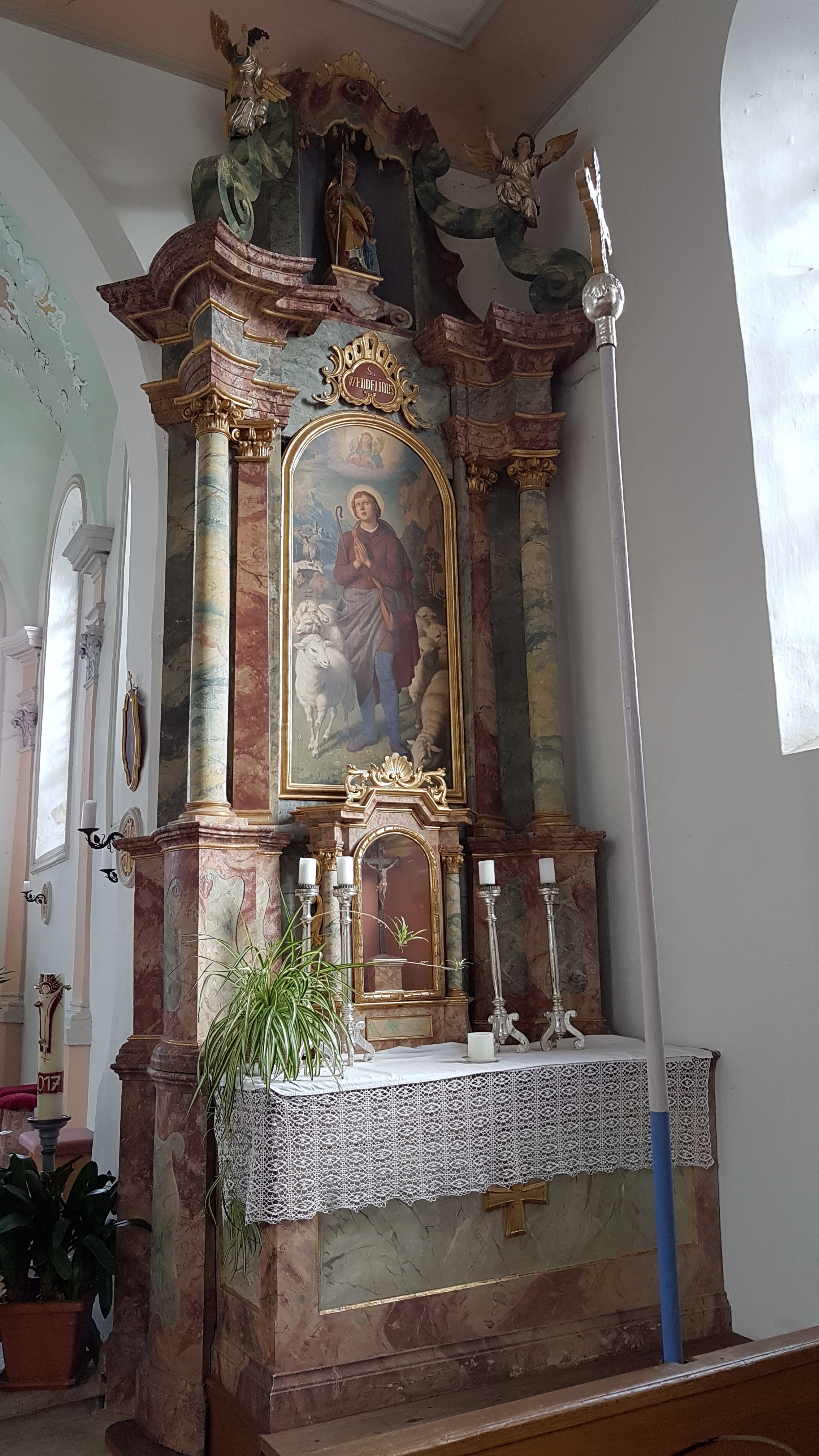
Rechter Seitenaltar
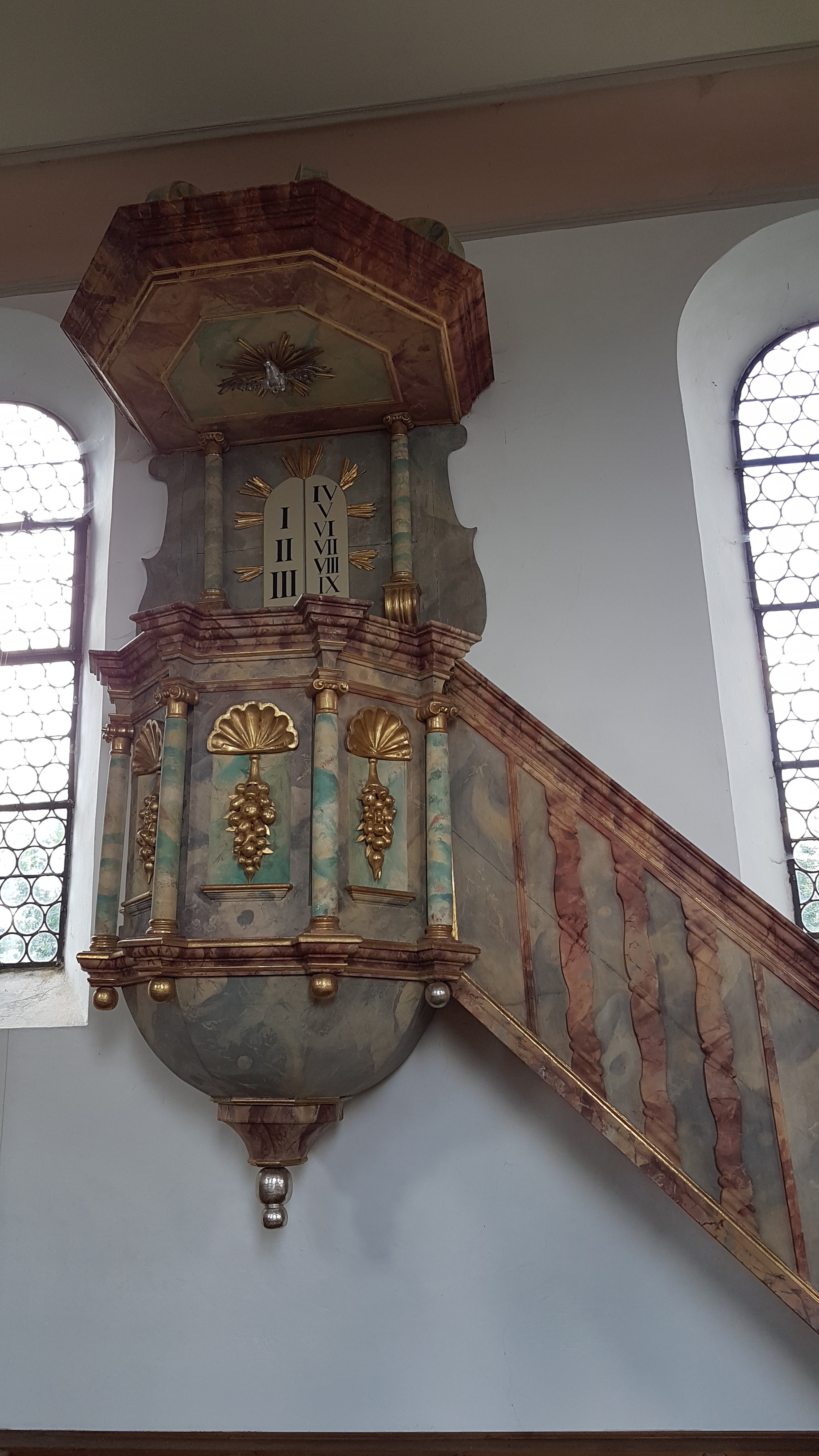
Kanzel